# Fibre technique
 (mars 2024).
Si vous disposez d'ouvrages ou d'articles de référence ou si vous connaissez des sites web de qualité traitant du thème abordé ici, merci de compléter l'article en donnant les références utiles à sa vérifiabilité et en les liant à la section « Notes et références ».
Une fibre technique permet la fabrication de textile (tricoté, tissé, non tissé, etc.) dit, dans ce cas, textile technique.
Ces fibres présentent des caractéristiques techniques permettant de confectionner des textiles résistant à des conditions agressives, ou utilisés dans des milieux hostiles : températures extrêmes, grande résistance aux agents chimiques, à l'abrasion, aux sollicitations mécaniques importantes (impacts, traction, cisaillement, torsion, déchirure...), etc.
Des fibres peuvent également être utilisées dans la construction, ajoutées au béton pour le renforcer.

## Quelques exemples
- Les fibres aramides suivant leur type peuvent être utilisées là où les contraintes thermiques et mécaniques sont élevées : gilets pare-balle, gants de protection à la chaleur et anticoupure, etc.
- Les fibres métalliques pour des applications électriques ou thermiques : gants antistatiques, bandes transporteuses, automobile, etc.
- Fibres luminescentes : haute visibilité…
- Fibres PTFE : sangles et cordes, sport, bâtiment, etc.
- Polyéthylène de masse molaire très élevée.
- Fibres traitées pour notamment ralentir la progression d'une flamme.
- Même les fibres traditionnelles peuvent être utilisées comme fibres techniques, par exemple la laine retarde naturellement la combustion d'un textile.